# Chamsat Wadudowitsch Dschabrailow
Chamsat Wadudowitsch Dschabrailow (russisch Хамзат Вадудович Джабраилов; * 7. April 1956 in der Kirgisischen SSR; † 19. Februar 2013 in Grosny) war ein sowjetischer Mittelgewicht-Boxer. Er gehörte zur sowjetischen Nationalmannschaft in den späten 1970er- und frühen 1980er-Jahren. Dschabrailow war der erste Athlet aus der Tschetschenischen Republik, der mit dem Titel Verdienter Meister des Sports und Verdienter Trainer Russlands ausgezeichnet wurde.

## Biografie
Chamsat Dschabrailow wurde am 7. April 1956 in der kirgisischen SSR geboren. Aktiv mit dem Boxen begann er im Alter von 13 Jahren bei seinem Schullehrer Hussein Mudayev in Argun. Im Jahr 1975 setzte er seine sportliche Ausbildung am Grosny Oil-Institut fort, unter der Leitung Grigory Wartanowa, einem Meister des Sports der UdSSR. Seinen ersten großen Erfolg im Ring hatte er 1978, als er einen Titel im Mittelgewicht in einem internationalen Turnier in Alma-Ata gewann und danach die Meisterschaft der RSFSR in Ordschonikidse absolvierte. Ein Jahr später gewann er die sowjetische Meisterschaft in Moskau, wurde Sieger bei den Spielen der Sowjetvölker, und gewann auch gegen die Konkurrenz in New York die Weltmeisterschaft – und wurde damit Meister des Sports der internationalen Klasse.
Im Jahr 1980 gewann Dschabrailow die UdSSR-Meisterschaft mit Silber, wechselte 1981 in die zweite mittelschwere Klasse und erreichte eine Bronzemedaille. 1982 gewann er beim internationalen Turnier in Bulgarien gegen den berühmten kubanischen Olympiasieger José Gómez Mustelier mit 5–0. Die bulgarischen Boxfans spendeten ihm Beifall.
In Vorbereitung auf die Olympischen Spiele in Moskau 1980 schaffte Dschabrailow zunächst nicht die Qualifikation für die sowjetische Olympiamannschaft in der Gewichtsklasse bis 71 kg. Nach einem Sechsrunden-Qualifizierungswettkampf schlug er jedoch seinen Rivalen Alexander Koschkin. Der Cheftrainer der sowjetischen Nationalmannschaft A. Kiselew teilte ihm nach diesem Kampf mit: „Nun, alles klar, Chamsat, Sie sind in der Mannschaft.“ Dschabrailow konnte danach seine Tränen nicht verstecken. Aber letztendlich wurde doch nur zunächst der „Moskowiter“ Koschkin in die Mannschaft aufgenommen. Dabei soll der Trainer Kiselew stark unter dem Druck der staatlichen Behörden in Moskau gesetzt worden sein. Chamsat fühlte sich in diesen Jahren, auch kurz vor der EM 1979 in Köln, unfair behandelt. Nach einem überzeugenden Sieg über Wiktor Grigorjewitsch Sawtschenko sogar mit einem schweren KO, wurde er dann doch noch in die Mannschaft aufgenommen und bekam einen Reisepass mit einem deutschen Visum, aber im letzten Moment wurde er wieder von der Mannschaft „abgekoppelt“. Im Alter von 26 Jahren zog sich Dschabrailow zunächst aus den Boxsport zurück. Aufgrund seiner sportlichen Erfolge und hervorragenden Ergebnisse hörte jedoch noch nicht endgültig auf. Für die Unterbrechungen und Schwierigkeiten machte er Intrigen der Sportfunktionäre um seine Person und Ethnizität verantwortlich. Chamsat wurde mehrmals wieder als Boxer aktiviert und auch in die sowjetische Nationalmannschaft zurückberufen. Nach seinem Ausscheiden aus dem aktiven Boxsport war Dschabrailow weiter als Trainer aktiv und trainierte mehrere erfolgreiche Sportler.
Zu seinen Schülern zählten die Boxprofis I. und H. Arsangaliew Ustarchanow – Gewinner der Weltmeisterschaft, W. Magomadow – Boxprofi der UdSSR – Champion; A. Murtazalijev, A. und I. Halidov Dudajew – Gewinner der Europameisterschaft ; Yu Dzhamaldaev – Champion von Russland, A. Amaev – russischer Vizemeister, Timur und Ruslan Chalidow – Gewinner der WM in Moskau und bei den russischen Streitkräften. 1993 wurde er erstmals als Trainer in Russland geehrt, im Jahr 2004 wurde er mit dem Titel Verdienter Meister des Sports ausgezeichnet. Chamsat Wadudowitsch Dschabrailow erzielte in der Geschichte des tschetschenischen Sport als Trainer und als Sportler große Anerkennung, was wenige erreichten. Er starb am 19. Februar 2013 in Grosny an Lungenkrebs und wurde in seinem Heimatdorf Kurchaloj bestattet.